# 甲父
甲父 ，先秦时古诸侯国，故地在今山东省金乡县南。
高平郡昌邑县（故城在今山东金乡西北）东南有甲父亭是甲父国封城，甲父国遗址在今山东金乡县南。前526年，齐景公发兵进攻徐国。徐国人求和，徐国国君徐子和郯国人、莒国人会见齐景公，在蒲隧结盟，送给齐景公甲父之鼎。后有甲父姓，以国为氏。